# Europäische Städte gegen Drogen

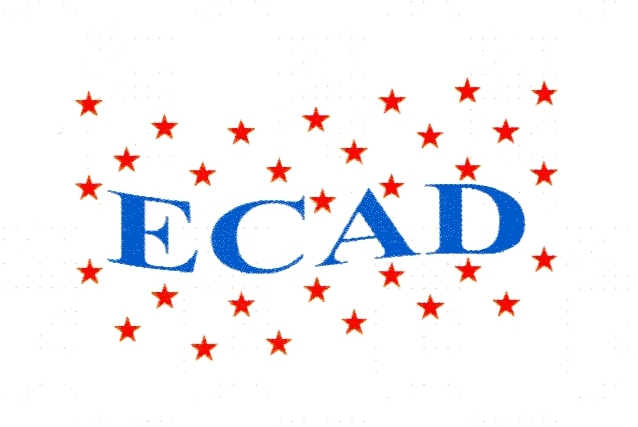
Logo der Europäischen Städte gegen Drogen

Europäische Städte gegen Drogen (englisch: European Cities Against Drugs ECAD) ist die führende Organisation zur Förderung eines drogenfreien Europas. Sie umfasst 250 Städte, davon 20 Hauptstädte, in 30 Ländern Europas und vertritt Millionen europäischer Bürger. 
Die ECAD-Mitglieder unterstützen die Bemühungen der Vereinten Nationen (UNODC) zur Drogenbekämpfung auf der Grundlage der Konventionen der Vereinten Nationen zur Kontrolle der Betäubungsmittel und psychotropen Substanzen.
Die ECAD ist Mitglied des internationalen Bürgerforums zur Drogenpolitik (CSF).

## Geschichte
European Cities Against Drugs (ECAD) wurde 1994 auf Initiative der Stadt Stockholm (Stockholmer Resolution) in Schweden ins Leben gerufen. 
Die „Stockholmer Resolution“ wurde auch von den Weltmetropolen (Berlin, Buenos Aires, Jakarta, Kairo, Lima, Mexiko-Stadt, Moskau, New Delhi, Paris, Peking, Rom, Sao Paulo, Tokio, Wien usw.) unterstützt, die zusammen mit der ECAD eine Bevölkerung von rund 170 Millionen repräsentieren. 
Im Frühling 1995 folgten über 230 wichtige Städte in den USA dem Beispiel der ECAD, gründeten den Verbund "Amerikanischer Städte gegen Drogen" (American Cities Against Drugs ACAD) und unterzeichneten die „Atlanta Resolution“ gegen die Legalisierung von Drogen und für mehr Therapie und Prävention.

## Leitbild der ECAD
- Den verschiedenen Maßnahmen der Europäischen Union und verschiedener Länder gegen den zunehmenden Missbrauch illegaler Drogen fehlt eine gemeinsame Strategie. Das vereinte Europa müsse eine Führungsrolle im Kampf gegen Drogen einnehmen.
- Die Entwicklung in Europa zu einem Zentrum des Drogenhandels, der Verbreitung und des Konsums von Drogen sei ein Ergebnis einer halbherzigen, resignierten und oftmals reaktionären Politik. Millionen von Europäern würden als Drogensüchtige, Eltern, Verwandte oder Opfer von Verbrechen unmittelbar unter dieser Politik leiden.
- Ihr Ziel eines drogenfreien Europa sieht die ECAD weder als utopisch noch unmöglich an, sofern das Handeln nicht nur danach ausgerichtet ist, was möglich erscheint, sondern was notwendig ist.
- Der Kampf gegen die Drogen müsse auf ähnliche Weise koordiniert und intensiviert werden, wie die Maßnahmen im Kampf gegen Tabakmissbrauch.
- Die ECAD will die Hauptstädte, Städte und Gemeinden in ganz Europa mobilisieren, damit sie sich im Kampf gegen Drogen engagieren und die vorhandenen Ressourcen so effizient wie möglich einsetzen.
- Alle Staaten müssen sich verpflichten, die Konventionen der Vereinten Nationen in Anwendung zu bringen und deren Einhaltung streng zu überwachen.
- Die Trennung zwischen „weichen“ und so genannten „harten“ Drogen müsse aufgegeben werden, da auch weiche Drogen der Gesundheit schaden und zu Abhängigkeit führen. Sie sollten in Bezug auf Überwachung, Rehabilitation und Präventivmaßnahmen genauso behandelt werden wie andere Suchtstoffe.
- Die ECAD ist für die Unterbindung des gewerblichen Verkaufs von Drogen auf offenen Drogenmärkten und in Drogenszenen in europäischen Städten.
- Die „wissenschaftlichen“ Projekte zur Heroingabe als Versuch einer Legalisierung von Drogen muss dadurch verhindert werden, dass das Drogenkontrollprogramm der Vereinten Nationen (UNDCP) das Recht erhält, alle Importlizenzen für Heroin zu entziehen, wenn das Heroin für Drogenabhängige bestimmt ist.

## Organisation
Die ECAD unterhält Büros in Russland, Schweden, Lettland, Bulgarien und der Türkei. 

### ECAD-Partner
Drugnews, San Patrignano, ActNow

### ECAD-Hauptstädte
Ankara, Athen, Belfast, Belgrad, Bukarest, Chișinău, Helsinki, Minsk, Moskau, Oslo, Podgorica, Reykjavík, Riga, Skopje, Sofia, Stockholm, Tallinn, Tirana, Valletta, Vilnius

### ECAD-Länder
Albanien, Armenien, Belgien, Bosnien und Herzegowina, Bulgarien, Weißrussland, Zypern, Estland, Finnland, Mazedonien, Griechenland, Island, Irland, Italien, Lettland, Litauen, Malta, Moldawien, Montenegro, Nordirland, Norwegen, Portugal, Rumänien, Russland, Serbien, Schweden, Schweiz, Niederlande, Türkei

## Projekte und Konferenzen
Die ECAD organisierte im Oktober 2012 ein dreitägiges Seminar über Prävention und Behandlung mit international profilierten Experten und NGOs mit engen Beziehungen zu UNESCO und ECOSOC, die in elf 11 Ländern innovative Programme und Projekte in den Bereichen Bildung entwickeln. Das Seminar und ein internationaler WeFree-Tag fand in San Patrignano statt, der größten therapeutischen Gemeinschaft Europas mit einer Drogenausstiegsrate von über 70 Prozent.
Die 22. ECAD-Konferenz der Bürgermeister findet vom 11.–12. Mai 2015 in Malta statt.